# Maison La Minotière
La maison La Minotière est une maison située à Montreuil-Bellay, en France.

## Localisation
La maison est située dans le département français de Maine-et-Loire, sur la commune de Montreuil-Bellay.

## Historique
L'édifice est inscrit au titre des monuments historiques en 1976.